# Fiesta del Pino
La fiesta del Pino es una fiesta anual celebrada en Centellas, en la provincia de Barcelona, España, cada 30 de diciembre, declarada Fiesta Tradicional de Interés Nacional el 17 de noviembre de 1987 y reclassificada como Fiesta patrimonial de interés nacional el 25 de mayo de 2010. Es una tradición documentada desde el año 1751 y desde entonces ligada a la festividad de Santa Coloma, patrona de Centellas.

## Origen de la fiesta
Se cree que esta celebración contiene antiguas reminiscencias de culto a los árboles y de rituales paganos de fecundación relacionados con el solsticio de invierno y con la regeneración de la naturaleza. Por esta razón hay quién ha supuesto que el origen de esta fiesta se remonta mucho más allá de lo que la documentación explica.
La leyenda cuenta que Santa Paloma fue quemada en un pino, por lo que cada año se hace honor a la patrona de la villa yendo al bosque a buscar un pino piñero para su ofrecimiento.

## Actos de la celebración

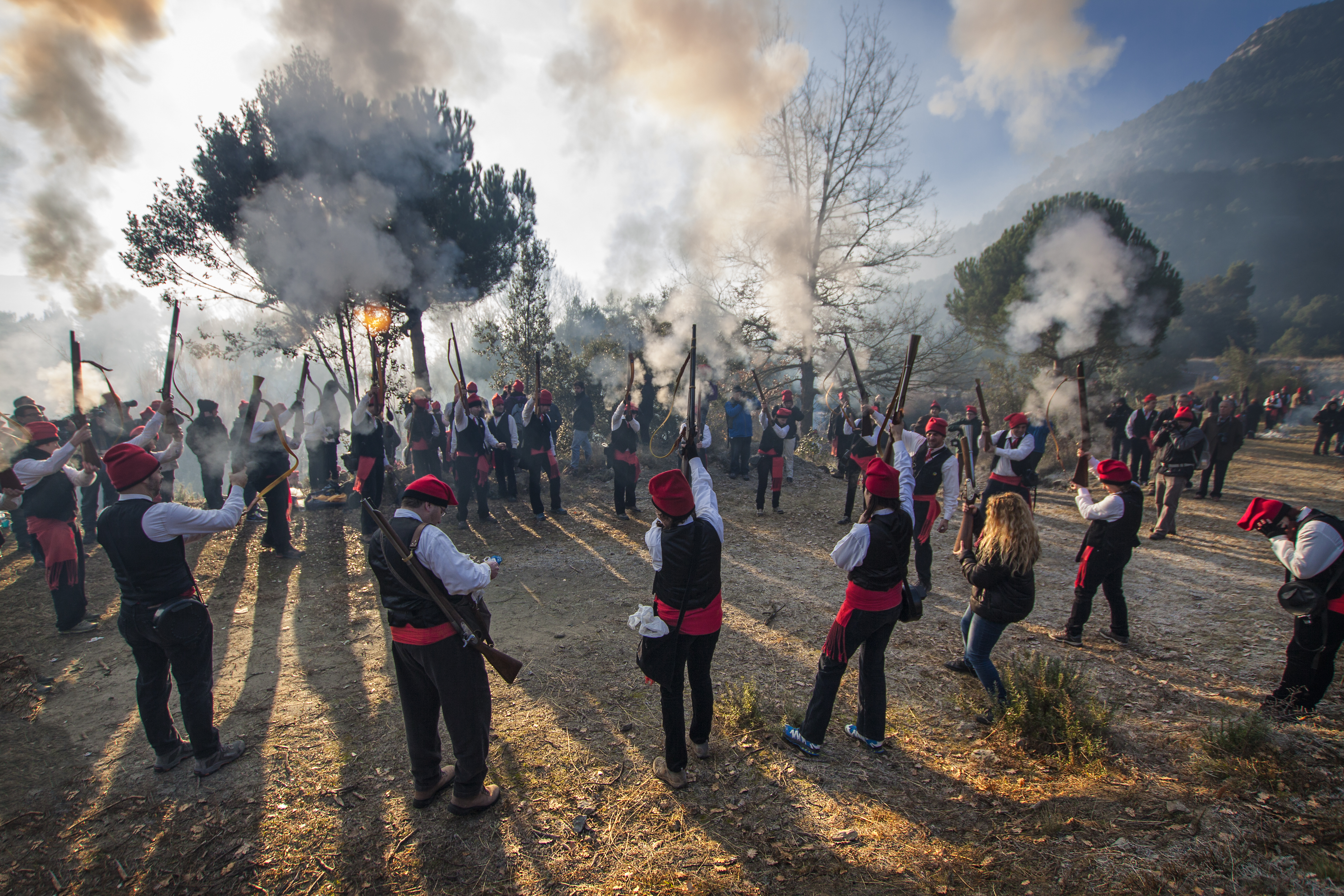
La comitiva de galejadors talando el pino, en 2014.

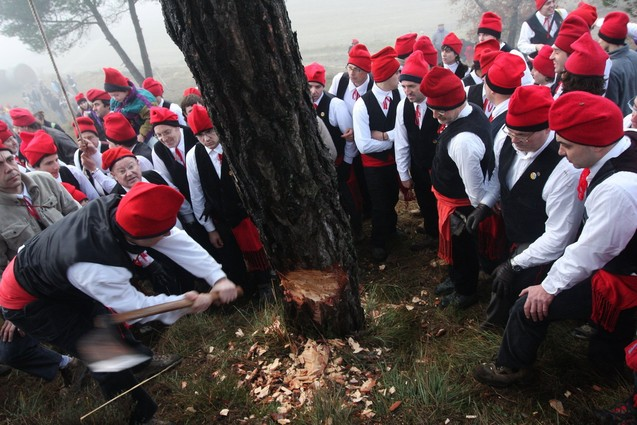
La comitiva de galejadors talando el pino, en 2014.

Los preparativos de la fiesta empiezan el 26 de diciembre coincidiendo con el Día de San Esteban, cuando un grupo de galejadors —los que el día de la fiesta disparan salvas de trabucos continuamente— salen a escoger el pino que protagonizará la celebración. Este tiene que ser de tronco recto, ramaje redondo y espeso. Una vez que se ha elegido, se marca para ser talado al cabo de cuatro días. En el velatorio de la fiesta, el 29 de diciembre, en los bajos del Ayuntamiento, se reparte la pólvora y los pistones entre los galejadors.
El día central de la celebración es el 30 de diciembre cuando a las 7:00 a. m. empieza la fiesta con la asistencia a primera misa. Tras su salida ya se pueden oír los primeros disparos de las escopetas. Después, los galejadors, en comitiva, van al bosque para, después de almorzar, cortar el pino a golpes de hacha. Antes de que empiece a caer, es atado con cuerdas para que no caiga de golpe y quede deteriorado. Una vez talado es subido a fuerza de brazos encima del carro que lo transporta, siempre recto, hasta la puerta de la iglesia. Mientras tanto, los escopetazos van subiendo de volumen.
Cuando llega ante la iglesia, el pino es bajado del carro e izado por la escalera hasta la entrada del templo, donde se le hace bailar a los acordes de la tonada «Ara balla el pi» («Ahora baila el pino»). Acabado el baile, se pasa al pino al interior de la iglesia a las 12 del mediodía y se lleva hasta el presbiterio donde se ata por la parte inferior del tronco y se cuelga boca abajo sobre el altar mayor con cinco manojos de manzanas y barquillos atados al ramaje. Mientras que el pino es izado hasta la altura de Santa Paloma, los galejadors entonan el Himno de Centellas.
Finalmente, el pino se descuelga el Día de Reyes, efeméride también festiva, cuando el pino se baja y sus ramas se convierten en ramos que, según la tradición, son amuletos de la buena suerte, como también lo son las manzanas, de las que se dice que curan el dolor de garganta. Cada centellenc y centellenca se llevará una rama del pino a casa.